# El Noticioso y Lucero de La Habana
El Noticioso y Lucero de La Habana fue un periódico publicado en la Capitanía General de Cuba entre 1832 y 1844, predecesor del Diario de la Marina. Surgió a partir de una fusión entre El Noticioso y El Lucero y salía diariamente.

## Descripción
Fue primero publicado en Matanzas y posteriormente se trasladó a La Habana. Surgió a partir de una fusión entre dos publicaciones independientes, El Noticioso y El Lucero. Matutino y diario, cesó en 1844, cuando fue sucedido por el Diario de la Marina. También usó el título de Noticioso y Lucero. Llegó a ser una de las publicaciones más importantes de la isla.
Su primer número apareció el 16 de septiembre de 1832, aunque otras fuentes dicen que en 1830, y se publicó hasta 1844, en que se convirtió en el Diario de la Marina. Durante muchos años se imprimió en la Imprenta del Comercio, en La Habana. El 7 de octubre de 1832 se redujo el tamaño del periódico por falta de papel. El 9 de octubre de 1834 pasó a titularse Noticioso y Lucero de La Habana. El periódico, cuyo tamaño varió mucho a lo largo del tiempo, comenzó a darse a la luz en una imprenta venida de Estados Unidos que tiraba 1500 ejemplares por hora.

## Colaboradores
De junio de 1836 a octubre de 1837 fue su único redactor Juan Justo Reyes (Baziloi). Entre sus colaboradores se contaron nombres como los de Nicolás Pardo Pimentel, Juan Antonio Soriano, José María Salas y Quiroga, Ramón Francisco Valdés, Francisco Muñoz del Monte, Tranquilino Sandalio de Noda (Aristo y El Guagiro), Antonio Bachiller y Morales, Francisco Iturrondo (Delio), Ignacio Valdés Machuca, Ramón Vélez Herrera, José Victoriano Betancourt, Francisco Foxa, Tomás Romay, Gaspar Betancourt Cisneros, Ramón de la Sagra, Anselmo Suárez, José Jacinto Milanés, José Policarpo Valdés y Gabriel de la Concepción Valdés.